# رنو کالریل
رنو کالریل (Renault Colorale) خودرویی است که در سال‌های ۱۹۵۰ تا ۱۹۵۷توسط رنودر فرانسه در فرانسه تولید شده‌است. طراحی آن خودروهای موتور جلو-محور عقب بوده است. سیستم جعبه‌دندهٔ آن ۳ دنده به صورت دستی است.